# Szczelina w Krzesanicy III
Szczelina w Krzesanicy III – jaskinia w Tatrach Zachodnich w pobliżu grani Krzesanicy, w zboczu opadającym do Doliny Tomanowej Liptowskiej, 150 metrów na zachód od szczytu, niedaleko Szczeliny w Krzesanicy II, na wysokości 2102 metrów n.p.m. Długość jaskini wynosi 36 metrów, a jej deniwelacja 8,5 metra. 

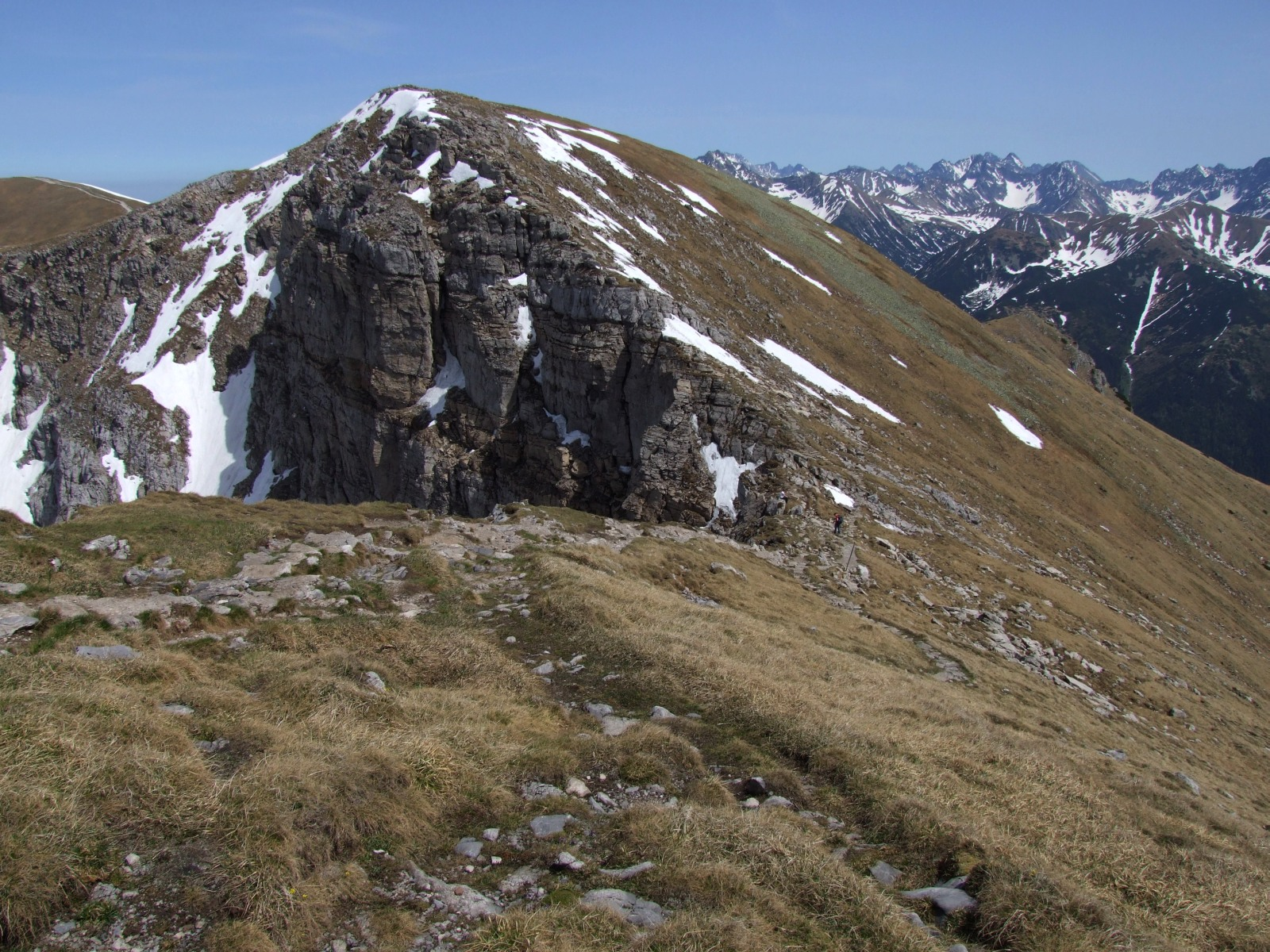
Krzesanica od zachodu

## Opis jaskini
Jaskinię stanowi ciasna szczelina w grani Krzesanicy posiadająca parę niewielkich odgałęzień. Na jej dnie znajduje się zacisk. Po jego przejściu zaczyna się korytarz idący w górę do małej studzienki. Po drodze odchodzi od niego krótkie odgałęzienie. 
Za studzienką korytarz rozdziela się na dwa ciągi, które po paru metrach kończą się ciasnymi szczelinami.

## Przyroda
W jaskini brak jest nacieków. Ściany są mokre. W pobliżu otworu rosną mchy, paprocie, glony i porosty. 

## Historia odkryć
Jaskinia została po raz pierwszy zbadana w lipcu 1984 roku podczas prac nad inwentaryzacją jaskiń tatrzańskich.